# 豊島家住宅
豊島家住宅（としまけじゅうたく）は、愛媛県松山市井門町にある歴史的建造物（民家）。国の重要文化財に指定されている。

## 概要
中予地方の豪農で大庄屋格であった豊島家の邸宅である。1758年（宝暦8年）に建設された主屋（おもや）と表門、長屋門、長屋、米倉、衣装倉、中倉の計7棟が重要文化財に指定されている。豊島家には、藩の軍用馬の飼育が命じられ、馬屋が設けられていた。現存する長屋は、もとの馬屋を後に居室に改造したものである。また、当家は幕府の巡見使の宿泊所にも使用され、巡検使が滞在した座敷が残されている。主屋は、奥の居室部と手前の座敷部を雁行形に配し、これらを相の間で繋いで一体化し、それぞれに入母屋造屋根を架けた複雑な構成に特徴があり「井門の八棟造り」（いどのやつむねづくり）と呼ばれる。
1970年（昭和45年）6月17日に国の重要文化財に指定され、主屋は1972年（昭和47年）から1974年（昭和49年）にかけて、表門等の付属建物と塀は1977年（昭和52年）から1979年（昭和54年）にかけて、それぞれ解体修理が行われた。
八棟造りの代表例として、東武ワールドスクウェアに1/25のミニチュアがある。

## 建築概要
- 主屋
  - 建築年代：1758年（宝暦8年）
  - 総茅葺、庇本瓦葺
    - 居室部 桁行24.6m、梁間11.8m、入母屋造、四面庇付
    - 居室座敷取合部 桁行4.9m、梁行8.9m、入母屋造、東西面庇付
    - 座敷部　桁行12.9m、梁間6.9m、入母屋造、東西面及び南面庇付、便所附属

主屋は敷地の東寄りに建ち、西側は庭園になっている。居室部（主体部）は、東側3分の2を土間、西側3分の1を居間、台所等の居室とする。東西棟の居室部の西端に矩折りに南北棟の屋根を架け、その南の東西棟の角屋（つのや）が座敷部となる。座敷部は書院、二の間、三の間からなり、書院は床（とこ）、棚、付書院を設けた本格的な数奇屋風の造りとし、欄間などに意匠をこらしている。修理時に居間の鴨居から宝暦8年（1758年）の墨書が発見され、これが建立年とされている。
- 表門
  - 建築年代：18世紀中期頃
  - 棟門、本瓦葺

- 長屋門
  - 建築年代：江戸末期
  - 長屋門、桁行11.0m、梁間2.5m、切妻造、本瓦葺

- 長屋
  - 建築年代：江戸後期
  - 桁行8.3m、梁間4.2m、切妻造、西面庇付、本瓦葺

- 米倉
  - 建築年代：1917年（大正6年）
  - 土蔵造、桁行9.6m、梁間7.1m、二階建、切妻造、南面庇付、本瓦葺

- 衣装倉
  - 建築年代：明治
  - 土蔵造、桁行4.1m、梁間4.6m、二階建、西端切妻造、東端米倉に接続、南面庇付、本瓦葺

- 中倉
  - 江戸末期
  - 土蔵造、桁行5.9m、梁間5.0m、両下造、東端衣装倉に接続、南面庇付、本瓦葺

## 所在地
〒791-1114 愛媛県松山市井門町421-1

## 公開状況
- 原則非公開。